# Fochville
Fochville is een plaats in de Zuid-Afrikaanse provincie Gauteng.
Fochville telt ongeveer 10.000 inwoners en is een mijnstad, waar goud gewonnen wordt.

## Subplaatsen
Het nationaal instituut voor de statistiek, Stats SA, deelt sinds de census 2011 deze hoofdplaats in in 1 zogenaamde subplaats (sub place), n.l.:
Fochville SP.